# Benjamin Dyball
Benjamin "Ben" Dyball, né le 20 avril 1989 à Blacktown, est un coureur cycliste australien.

## Biographie
Benjamin Dyball remporte une étape du Tour de Bright en 2009. L'année suivante, il s'impose sur la première étape du Canberra Tour et conserve la tête pour s'adjuger le classement général. Il gagne également la Stratford to Dargo Classic, une course d'un jour et une autre étape du Tour de Bright. En 2011, Dyball signe avec l'équipe australienne Jayco-AIS. Pour ses débuts avec l'équipe, il devient champion d'Australie sur route espoirs (moins de 23 ans). Il change ensuite réguèlièrement d'équipe.
En 2013 et 2017, il est médaillé d'argent au championnat d'Océanie du contre-la-montre, alors qu'il obtient le bronze en 2016. Au second semestre 2017, il signe un contrat de stagiaire avec l'équipe continentale professionnelle française Delko-Marseille Provence-KTM. En 2018, il remporte le classement général du Tour de Thaïlande et le Tour de l'Ijen, ce qui lui permet de se classer deuxième de l'UCI Asia Tour. 
En mars 2019, il devient double champion d'Océanie, sur la course en ligne et sur le contre-la-montre individuel. La même année, il remporte le classement général du Tour de Langkawi, le prologue du Tour de Tochigi, une étape du Tour du lac Qinghai et une autre sur le Tour d'Indonésie.
Séduite par sa victoire d'étape au Langkawi lors d'une arrivée au sommet, l'équipe World Tour NTT Pro Cycling annonce le 18 septembre 2019 son arrivée pour la saison 2020 afin de renforcer l'équipe sur les courses par étapes. Pour Dyball, c'est une première expérience à ce niveau à 30 ans.
La saison 2020 étant très fortement perturbée par la pandémie de Covid-19, il étrenne pour la première fois son nouveau maillot en compétition fin juillet sur le Tour de Burgos et enchaîne par le Circuit de Getxo où son coéquipier Giacomo Nizzolo prend la deuxième place. Il prend ensuite la direction de l'Italie où il prend part à trois courses d'un jour (Gran Piemonte, Tour de Lombardie et Tour d'Émilie) avant de s'élancer sur Tirreno-Adriatico. Il est aligné sur la Flèche Wallonne puis sur son premier Grand Tour, le Tour d'Espagne, où il est notamment échappé lors de la huitième étape, avant de clore sa saison. 

## Palmarès
| - 2005 - 3e du championnat d'Australie de VTT cross-country U17 - 2009 - 3e étape du Tour de Bright - 2010 - Canberra Tour : - Classement général - 1re étape - Stratford to Dargo Classic - 3e étape du Tour de Bright - 2e du Mersey Valley Tour - 2e de la Baw Baw Classic - 3e du National Road Series - 2011 - Champion d'Australie sur route espoirs - 3e du Tour de Bright - 2012 - 1re étape du Tour de Tasmanie (contre-la-montre par équipes) - 2013 - 3e étape du Tour de Toowoomba (contre-la-montre par équipes) - 4e étape du Tour du Japon - 1re étape du Tour de Tasmanie (contre-la-montre par équipes) - 3e étape du Tour de Bright - 2e du New Zealand Cycle Classic - 2e du championnat d'Océanie du contre-la-montre - 2e de la Baw Baw Classic - 2e de Coire-Arosa - 3e de l'UCI Oceania Tour - 3e du Tour de Toowoomba - 6e du championnat d'Océanie sur route - 2014 - 2e étape du National Capital Tour - 1re étape du Tour de Tasmanie (contre-la-montre) - 2e du National Capital Tour - 2e du Tour de Tasmanie - 2015 - Tour de Bright : - Classement général - 3e étape - 2016 - 3e étape du Tour de Côte-d'Or - Classement général du Tour du Chablais - Grand Prix d'Is-sur-Tille - Tour de Tasmanie : - Classement général - 3e étape - 2e du Tour de Bright - 3e du championnat d'Océanie du contre-la-montre - 3e du Circuit de Saône-et-Loire - 3e du Grand Prix Delorme-Eurocapi - 3e du Prix d'Authoison - 3e du Taiwan KOM Challenge - 2017 - Boucle de l'Artois : - Classement général - 3e étape - Prix de Valentin - Grand Prix New Bike-Eurocapi - 2e du championnat d'Océanie du contre-la-montre - 2e du Prix de Foissiat - 2e du Tour Nivernais Morvan - 3e du championnat d'Australie du contre-la-montre - 3e du Tour du Charolais - 3e du Tour de la Manche | - 2018 - Tour de Thaïlande : - Classement général - 3e étape - 2e étape du Tour de Siak - Tour de l'Ijen : - Classement général - 4e étape - 2e de l'UCI Asia Tour - 2e du Tour de Kumano - 2e du Tour du lac Taihu - 2e du Taiwan KOM Challenge - 2e du Tour de Fuzhou - 3e du Tour de Langkawi - 3e du Tour de Siak - 2019 - Champion d'Océanie sur route - Champion d'Océanie du contre-la-montre - Prologue du Tour de Tochigi - Tour de Langkawi : - Classement général - 4e étape - 7e étape du Tour du lac Qinghai (contre-la-montre) - 5e étape du Tour d'Indonésie - 2e du Taiwan KOM Challenge - 3e du Tour de Tochigi - 3e du Tour du lac Qinghai - 2022 - 2e étape du Tour du Japon - Tour de Taïwan : - Classement général - 2e étape - 2e du Tour du Japon - 3e de la Japan Cup - 2023 - Taiwan KOM Challenge - 2e du Tour du Japon - 2e du Karst International Road Race - 2024 - Grand Prix Kaisareia - Médaillé de bronze du championnat d'Océanie du contre-la-montre - 3e du Tour du Japon - 2025 - 3e du Tour du Japon |  |

## Résultats sur les grands tours

### Tour d'Espagne
1 participation
- 2020 : 130e

## Classements mondiaux
| Année                                 | 2013 | 2014 | 2015 | 2016 | 2017  | 2018 | 2019 | 2020 | 2021 | 2022 | 2023 | 2024 |
| ------------------------------------- | ---- | ---- | ---- | ---- | ----- | ---- | ---- | ---- | ---- | ---- | ---- | ---- |
| Classement mondial                    |      |      |      | 829e | 668e  | 144e | 86e  | nc   | nc   | 233e | 449e | 509e |
| UCI Europe Tour                       | nc   | nc   | nc   | nc   | 1697e | nc   |      |      |      |      |      |      |
| UCI Asia Tour                         | 86e  | nc   | 358e | nc   | nc    | 2e   |      |      |      |      |      |      |
| UCI Oceania Tour                      | 3e   | 37e  | 59e  | 19e  | 9e    | nc   | 7e   | nc   | nc   | 18e  | 32e  | nc   |
|                                       |      |      |      |      |       |      |      |      |      |      |      |      |
| Légende : nc = non classéSource : UCI |      |      |      |      |       |      |      |      |      |      |      |      |